# Monumento a Beethoven
El Monumento a Beethoven es un monumento ubicado sobre la Alameda Central en Ciudad de México, México. Dicho monumento fue un obsequio de la comunidad alemana residente en el país.

## Historia y descripción
Fue diseñado por Theodor von Gosen con motivo del Centenario de la Novena Sinfonía de Ludwig van Beethoven e inaugurado el 26 de marzo de 1927 durante la conmemoración del centenario del fallecimiento del compositor.
Está compuesto por dos esculturas alegóricas de bronce negro de tres metros de altura que consisten en un mortal y un ángel, el primero suplicando a los pies del segundo. En el pedestal de cinco metros de altura se encuentra el nombre con mayúsculas BEETHOVEN y se aprecia la réplica de una máscara realizada en vida en 1812 por el escultor vienés, Franz Klein.
En el pedestal se lee lo siguiente:

Al pueblo mexicano, la colonia alemana, 17 de septiembre de 1921

.